# HD 173780
HD 173780，又名BD+26 3349，SAO 86418、HR 7064，是一颗恒星，视星等为4.83，位于銀經56.5，銀緯12.9，其B1900.0坐标为赤經18h 42m 2.6s，赤緯+26° 12.9′ 18″。